# Димитър Свраков
Димитър Константинов Свраков е български стоматолог, професор. Един от основоположниците на терапевтичната стоматология в България.

## Биография
Роден е на 19 януари 1906 г. в Шумен. Брат е на икономиста Георги Свраков. През 1929 г. завършва с докторат зъболекарство във Фрайбург, а през 1948 г. медицина в София. През 1934 г. специализира в Истанбул, 1935 – 1936 г. – във Филаделфия, а през 1938 – 1939 г. в Берлин и Есен. В периода 1929 – 1943 г. работи като частен стоматолог във Варна. От 1949 г. е професор в зъболекарския отдел към Медицинския факултет на Софийския университет. От 1946 до 1972 г. е ръководител на катедрата по консервативно зъболечение в Стоматологичния факултет на Софийския университет. Гост-лектор е в Хале и Хумболтовия университет в Берлин, Германия. През 1961 – 1964 г. е председател на Софийския клон на Научното дружество по стоматология. Умира на 1 юли 1975 г.

## Научни трудове
Димитър Свраков е с приноси в терапевтичната и ортопедичната стоматология. Автор е на три изобретения и седем рационализации. Избран е за почетен рационализатор. По-значими негови трудове са:
- „Зъболекарска керамика“ (1940) – първата стоматологична монография на български език;
- „Болести и терапия на зъбите“ (2 части, 1948, 1949);
- „Биологично лечение на възпалена зъбна пулпа“ (1959, в съавторство с К. Кеворкян).[1]